# Loma del Cojolite
Loma del Cojolite är en ort i Mexiko.   Den ligger i kommunen Misantla och delstaten Veracruz, i den sydöstra delen av landet, 250 km öster om huvudstaden Mexico City. Loma del Cojolite ligger 412 meter över havet och antalet invånare är 633.
Terrängen runt Loma del Cojolite är lite kuperad. Runt Loma del Cojolite är det ganska tätbefolkat, med 149 invånare per kvadratkilometer. Närmaste större samhälle är Misantla, 5,9 km sydväst om Loma del Cojolite. Omgivningarna runt Loma del Cojolite är en mosaik av jordbruksmark och naturlig växtlighet.